# Pinky and the Brain
Pinky and the Brain, nota in italiano anche come Mignolo e Prof., è una serie animata statunitense del 1995. È stata la prima serie televisiva animata presentata in Dolby Surround e la terza collaborazione tra Steven Spielberg con la sua società di produzione Amblin Entertainment e la Warner Bros. Animation.
I protagonisti apparvero per la prima volta nel 1993 nel loro segmento ricorrente della serie Animaniacs. Successivamente, vista la popolarità, ne fu prodotta una serie spin-off di 65 episodi trasmessi in quattro stagioni dal 1995 al 1998. In contemporanea con l'ultima stagione fu prodotta la serie Pinky, Elmyra & the Brain.

## Trama
I protagonisti, Mignolo e Prof., sono topi da laboratorio geneticamente potenziati che risiedono in una gabbia nella struttura di ricerca Acme Labs. Prof. è egocentrico e calcolatore, mentre Mignolo è bonario ma stupido.
In ogni episodio, Prof. escogita un nuovo piano per conquistare il mondo che alla fine fallisce: di solito a causa dell'idiozia di Mignolo, dell'impossibilità del piano, dell'arroganza o della presunzione di Prof. o solo di circostanze al di fuori del loro controllo.

## Episodi
| Stagione         | Episodi | Prima TV USA | Prima TV Italia |
| ---------------- | ------- | ------------ | --------------- |
| Prima stagione   | 13      | 1995-1996    | 1997            |
| Seconda stagione | 12      | 1996-1997    | ?               |
| Terza stagione   | 33      | 1997-1998    | ?               |
| Quarta stagione  | 7       | 1998         | ?               |

## Personaggi

### Personaggi principali
- Prof. (The Brain), doppiato in originale da Maurice LaMarche e in italiano da Angelo Nicotra (ep. 1-40) e da Paolo Buglioni (ep. 41-65).[3]
È un genio megalomane che sogna di conquistare il mondo mediante surreali piani che puntualmente falliscono in ogni episodio. Ha una testa molto grossa e larga per ospitare il suo cervello sovrasviluppato e una coda arrotolata a spirale, che spesso usa per aprire il lucchetto della gabbia. Di solito appare freddo e sprezzante e spesso parla con tono inespressivo. Prof. vede la sua inevitabile salita al potere come beneficio per il mondo, invece che come pura megalomania.
- Mignolo (Pinky), doppiato in originale da Rob Paulsen e in italiano da Fabrizio Mazzotta.[3]
È l'altro topo geneticamente modificato che divide la gabbia con Prof. ma è estremamente stupido. Anche se è pure lui un topo albino da laboratorio come Prof., ha una coda più liscia e lunga, i denti davanti sporgenti ed è molto più alto di Prof. Mignolo inoltre lavora con Prof. nonostante quest'ultimo lo insulti costantemente ed a volte lo picchi sulla testa. Sembra che comunque a Mignolo tutto questo piaccia, perché ride dopo ogni colpo. È anche molto più abituato al mondo, dato che passa molto tempo a guardare la televisione o a seguire le altre manie degli umani; tende perciò a pensare con schemi meno rigorosi di quelli di Prof. e spesso offre soluzioni alle quali perfino lo stesso Prof. non penserebbe mai. Mignolo possiede alcune abilità speciali derivanti dall'ingegneria genetica applicata su di lui, ogni tanto levita e sembra possedere la telecinesi. Nella versione originale parla con un esagerato accento cockney.

### Personaggi ricorrenti
- Billie, doppiata in originale da Tress MacNeille.[3]
È una femmina di topo che ha gli stessi tratti di Mignolo. Nonostante ciò è molto intelligente e sia Prof. sia Palladineve sono innamorati di lei (anche se Prof. lo era ancora prima di diventare un genio). Lei però ha una cotta per Mignolo, di cui adora la personalità e non riesce a spiegarsi perché lui rimanga, nonostante tutti i maltrattamenti, sempre leale a Prof. cercando così, senza successo, di separarli.
- Palladineve (Snowball), doppiato in originale da Roddy McDowall e in italiano da Mino Caprio.[3]
è il criceto, ex amico di Prof. ed ora suo acerrimo nemico e oppositore, antagonista principale della serie. Entrambi vennero sottoposti ad esperimenti di ingegneria genetica in seguito ai quali sono diventati super-intelligenti. Mentre il desiderio di conquistare il mondo di Prof. nasce da intenzioni più o meno benigne (pensa di poterlo far diventare migliore), quello di Palla di Neve è pericoloso e, se riuscisse nel suo intento, probabilmente lo distruggerebbe. Prof. considera il fermare Palladineve come una missione di salvataggio del mondo.[4]

## Produzione
L'ispirazione per Pinky and the Brain è basata sulle personalità di due colleghi di Tom Ruegger, produttore delle Tiny Toon Adventures, rispettivamente Eddie Fitzgerald e Tom Minton. Ruegger iniziò a costruire la storia di Pinky and the Brain il giorno in cui si chiese cosa sarebbe accaduto se Minton e Fitzgerald avessero tentato di conquistare il mondo. Sembra che Fitzgerald ripetesse continuamente “Narf” (una delle espressioni ricorrenti di Mignolo nella versione originale) quando si trovava nell'ufficio di produzione dei Tiny Toons.
Maurice LaMarche ha dichiarato di essersi ispirato all'attore Orson Welles per la voce da dare a Prof.
Come per gli Animaniacs, Steven Spielberg è stato il produttore esecutivo per la serie. Della squadra di produzione facevano parte anche Tom Ruegger, Jean MacCurdy ed Andrea Romano.